# PRUride PH
La PRUride PH, también conocida como PRURide Philippines , es una carrera ciclista profesional por etapas que se realiza en el mes mayo en Filipinas.
La primera edición se realizó en 2016 por la aseguradora de vida británica Pru Life UK para involucrar a la creciente comunidad de ciclistas en Filipinas para crear conciencia sobre el ciclismo como un modo alternativo de transporte sostenible. En el año 2019, la carrera entró a formar parte del circuito UCI Asia Tour bajo categoría 2.2.

## Palmarés
| Año  | Ganador                  | Segundo        | Tercero      |
| ---- | ------------------------ | -------------- | ------------ |
| 2019 | Marcelo Felipe Hernández | Brendon Davids | Michael Vink |

## Palmarés por países
| País      | Victorias |
| --------- | --------- |
| Filipinas | 1         |